# Aġvan Papikyan
Aġvan Papikyan (in armeno Աղվան Պապիկյան?; in polacco: Agwan Papikjan; Łódź, 8 febbraio 1994) è un calciatore polacco naturalizzato armeno, centrocampista svincolato.

## Carriera

### Club
Dopo aver giocato per tre anni consecutivi nella massima serie polacca, con 10 partite giocate senza mai segnare, dal 2014 è tornato in Armenia; nei preliminari di Europa League ha segnato una rete.

### Nazionale
Con la nazionale Under-21 ha giocato 2 partite di qualificazione agli Europei di categoria; il 14 agosto 2013 ha esordito con la nazionale maggiore.

## Palmarès

### Club

#### Competizioni nazionali
- Coppa d'Armenia: 2

P'yownik: 2013-2014
Ararat: 2020-2021
- Supercoppa d'Armenia: 1

Alaškert: 2021